# Andrij Hriwko
Andrij Askoldowycz Hriwko ukr. Андрій Аскольдович Грівко (ur. 7 sierpnia 1983 w Symferopolu) – ukraiński kolarz szosowy.
Jest specjalistą jazdy indywidualnej na czas. Sześciokrotny mistrz Ukrainy w tej specjalności, dziesięciokrotny uczestnik Tour de France (2005, 2006, 2007, 2010, 2011, 2012, 2014, 2015, 2016, 2017) oraz trzykrotny uczestnik igrzysk olimpijskich (2008, 2012, 2016).

## Najważniejsze osiągnięcia
2004
- 1. miejsce w Giro delle Regioni
- 1. miejsce w Giro di Toscana

2005
- 1. miejsce w mistrzostwach Ukrainy w jeździe indywidualnej na czas

2006
- 3. miejsce w Critérium International
- 3. miejsce w Grand Prix Miguel Indurain
- 1. miejsce w mistrzostwach Ukrainy w jeździe indywidualnej na czas

2008
- 1. miejsce w Florencja-Pistoia
- 5. miejsce w mistrzostwach świata w wyścigu ze startu wspólnego
- 1. miejsce w mistrzostwach Ukrainy w jeździe indywidualnej na czas

2009
- 2. miejsce w Wyścigu Solidarności i Olimpijczyków
- 4. miejsce w Tour de San Luis
- 3. miejsce w GP Nobili Rubinetterie
- 1. miejsce w mistrzostwach Ukrainy w jeździe indywidualnej na czas

2010
- 2. miejsce w Driedaagse van De Panne-Koksijde

2011
- 6. miejsce w Driedaagse van De Panne-Koksijde
- 8. miejsce w Tour of Beijing

2012
- 5. miejsce w Belgium Tour
- 1. miejsce w mistrzostwach Ukrainy ze startu wspólnego
- 1. miejsce w mistrzostwach Ukrainy w jeździe indywidualnej na czas

2013
- 3. miejsce w Eneco Tour
- 5. miejsce w mistrzostwach świata (ze startu wspólnego)

2014
- 4. miejsce w Eneco Tour

2015
- 2. miejsce w Igrzyskach Europejskich (start wspólny)
- 4. miejsce w Igrzyskach Europejskich (jazda ind. na czas)
- 6. miejsce w Eneco Tour

2016
- 1. miejsce w Tour Méditerranéen
  - 1. miejsce na 3. etapie

2018
- 1. miejsce w mistrzostwach Ukrainy w jeździe indywidualnej na czas